# شوکتسی
شوکتسی (اسم جمع - صربی کرواتی: Šokci / Шокци، مفرد مذکر: شوکاتس، مفرد مؤنث: شوکیتسا؛ مجاری: Sokác) به اسلاوهای جنوبی‌ای گفته می‌شود که بومی مناطق تاریخی شرق کرواسی، قسمت کوچکی از جنوب غربی مجارستان و شمال صربستان و زیرگروهی از کروات‌ها هستند. شوکتسی بدون استثناء کاتولیک رومی هستند.

## زبان و فرهنگ
شوکتسی به یک گویش قدیمی اشتوکاوی، منحصر به خودشان صحبت می‌کنند. این گویش فرعی اسلاونی دارای لهجه ایکاویایی و اِکاویایی مختلط است. در برخی از روستاهای مجارستان، صدای اصلی Ѣ اسلاوی حفظ شده‌است.
بسیاری از سنت‌های شوکتسی تحت تأثیر محیط زندگی در حوضه پانونی است که در آن غلات و ذرت در مزارع بزرگ اطراف روستاهای خود کشت می‌کنند. فراوانی در این مناطق از شوکتسی مردمی شاد و علاقمند به فرهنگ عامه ساخته‌است. هر روستا دارای یک جامعه فرهنگی با آهنگ‌ها و رقص‌های محلی مخصوص به خود است. یک رسم عامیانه رایج، بِچاراتس، شکلی طنزآمیز از آهنگ محلی توسط گروهی از مردان اجرا می‌شود؛ بچاراتس از واژهٔ بیکار به ترکی و گویش شوکتسی وارد شده و معنی مرد عزب، سرخوش و باده‌نوش دارد. آنها همچنین جشن سالانه‌ای به نام «شوکاچکو سییِلو» در یک دوره نه روزه در ماه فوریه برگزار می‌کنند که بزرگ‌ترین رویداد سنتی در منطقه پوساوینا در نزدیکی ژوپانیا است؛ در آن فرهنگ و سنت‌های محلی را به نمایش می‌گذارد. همچنین در نواحی اطراف موهاچ در مجارستان بوشویاراش، جشن سالیانهٔ شش روزه‌ای در پایان فصل کارناوال‌ها برگزار می‌کنند.
ویژگی مشخص فرهنگ شوکتسی، موسیقی آنها با ساز تامبورا و همچنین نی‌انبان است. جشن‌های سنتی عروسی شوکتسی اغلب توجه کل روستا را به خود جلب می‌کند.

## شوکاتس‌های سرشناس
- یوسیپ یلاچیچ
- مارتین نووسلاتس
- ماریو مانجوکیچ
- فلوریان آلبرت
- فابیان شواگوویچ
- گوران ولائوویچ
- ایوان راکیتیچ
- ایویکا اولیچ

## یادداشت
1. ↑  Slavonian